# Баскетбол на літніх Олімпійських іграх 1972
Змагання з баскетболу на літніх Олімпійських іграх 1972 в Мюнхені тривали з 27 серпня до 9 вересня в Залі Руді Зедльмаєра. Розіграно 1 комплект нагород — у змаганнях чоловічих збірних. У турнірі взяли участь 16 збірних. У фіналі збірна СРСР суперечливо перемогла збірну США. Уперше з 1936 року, коли баскетбол з'явився в офіційній програмі Олімпійських ігор, збірна США не змогла здобути золоті медалі.

## Медальний залік
| Дисципліни | Золото | Срібло | Бронза |
| ---------- | --- | --- | --- |
| Чоловіки   | СРСР (URS) Анатолій Поливода Модестас Паулаускас Зураб Саканделідзе Алжан Жармухамедов Олександр Болошев Іван Єдешко Сергій Бєлов Міхеїл Коркія Іван Дворний Геннадій Вольнов Олександр Бєлов Сергій Коваленко | США (USA) Кеннет Дейвіс Даґ Коллінз Том Гендерсон Майк Бантом Роберт Джонс Дуайт Джонс Джеймс Форбс Джим Брюер Томмі Берлсон Том Мак-Міллен Кевін Джойс Ед Ратлефф | Куба · Хуан Карлос Домек Фортундо · Руперто Еррера Табіо · Хуан Рока Брунет · Педро Чаппе Гарсія · Мігель Альварес Посо · Рафаель Каньїсарес Поей · Конрадо Перес Арментерос · Мігель Кальдерон Гомес · Томас Еррера Мартінес · Оскар Варона Варона · Алехандро Урхельєс Гібот · Франклін Стандард Джонсон |

Нотатка: через суперечливий результат фіналу, збірна США відмовилася приймати свої срібні нагороди й не відвідала церемонію нагородження.

## Кваліфікація
Кожен національний олімпійський комітет (НОК) мав право виставити на регіональні турніри не більш як по одній чоловічій та збірній з 12-ти гравців. На турнір автоматично кваліфікувалися країна-господарка, а також перші чотири збірні попередніх Олімпійських ігор. Доля решти путівок визначалася за підсумками континентальних турнірів і передолімпійського турніру.
| Африка            | Америка          | Азія             | Європа                               | Океанія   | Автоматично кваліфікувалися |
| ----------------- | ---------------- | ---------------- | ------------------------------------ | --------- | --- |
| Єгипет[a] Сенегал | Куба Пуерто-Рико | Японія Філіппіни | Італія Чехословаччина Польща Іспанія | Австралія | США – золоті медалі 1968 року Югославія – срібні медалі 1968 року СРСР – бронзові медалі 1968 року Бразилія – 4-те місце 1968 року ФРН – країна-господарка |

- a  Єгипет знявся з турніру після того, як відбувся теракт.

## Формат
- Шістнадцять команд поділено на дві групи по 8 у кожній.
- Команди, що посіли перші два місця у групах, потрапляють до півфіналів.
- Команди, що посіли треті та четверті місця у групах, формують додаткову сітку для визначення місць з 5-го по 8-ме.
- Команди, що посіли п'яті та шості місця у групах, формують додаткову сітку для визначення місць з 9-го по 12-те.
- Команди, що посіли сьомі та восьмі місця у групах, формують додаткову сітку для визначення місць з 13-го по 16-те.

## Попередній раунд

### Група A
| Поз | Команда        | І | В | П | ОЗ  | ОП  | РГ   | О  | Кваліфікація                            |
| --- | -------------- | - | - | - | --- | --- | ---- | -- | --------------------------------------- |
| 1   | США            | 7 | 7 | 0 | 542 | 312 | +230 | 14 | Півфінали                               |
| 2   | Куба           | 7 | 6 | 1 | 560 | 445 | +115 | 13 | Півфінали                               |
| 3   | Бразилія       | 7 | 4 | 3 | 561 | 490 | +71  | 11 | Класифікаційний раунд за 5–8-ме місця   |
| 4   | Чехословаччина | 7 | 4 | 3 | 493 | 489 | +4   | 11 | Класифікаційний раунд за 5–8-ме місця   |
| 5   | Іспанія        | 7 | 3 | 4 | 486 | 500 | −14  | 10 | Класифікаційний раунд за 9–12-те місця  |
| 6   | Австралія      | 7 | 3 | 4 | 523 | 524 | −1   | 10 | Класифікаційний раунд за 9–12-те місця  |
| 7   | Японія         | 7 | 1 | 6 | 442 | 643 | −201 | 8  | Класифікаційний раунд за 13–16-те місця |
| 8   | Єгипет         | 7 | 0 | 7 | 440 | 644 | −204 | 7  | Класифікаційний раунд за 13–16-те місця |

1. 1 2  Результат особистої зустрічі: Бразилія - Чехословаччина 1–0
2. 1 2  Результат особистої зустрічі: Іспанія - Австралія 1–0

| 27 серпня 10:30 |  | Куба | 105–64 | Єгипет |  | Зала Руді Зедльмаєра (Мюнхен) |

| 27 серпня 12:00 |  | США | 66–35 | Чехословаччина |  | Зала Руді Зедльмаєра (Мюнхен) |

| 27 серпня 14:30 |  | Японія | 55–110 | Бразилія |  | Зала Руді Зедльмаєра (Мюнхен) |

| 27 серпня 20:00 |  | Іспанія | 79–74 | Австралія |  | Зала Руді Зедльмаєра (Мюнхен) |

| 28 серпня 9:00 |  | Бразилія | 110–84 | Єгипет |  | Зала Руді Зедльмаєра (Мюнхен) |

| 28 серпня 14:30 |  | США | 81–55 | Австралія |  | Зала Руді Зедльмаєра (Мюнхен) |

| 28 серпня 16:00 |  | Куба | 74–53 | Іспанія |  | Зала Руді Зедльмаєра (Мюнхен) |

| 28 серпня 20:00 |  | Японія | 61–74 | Чехословаччина |  | Зала Руді Зедльмаєра (Мюнхен) |

| 29 серпня 9:00 |  | Бразилія | 72–69 | Іспанія |  | Зала Руді Зедльмаєра (Мюнхен) |

| 29 серпня 14:30 |  | Японія | 78–73 | Єгипет |  | Зала Руді Зедльмаєра (Мюнхен) |

| 29 серпня 20:00 |  | Чехословаччина | 69–68 | Австралія |  | Зала Руді Зедльмаєра (Мюнхен) |

| 29 серпня 21:30 |  | США | 67–48 | Куба |  | Зала Руді Зедльмаєра (Мюнхен) |

| 30 серпня 10:30 |  | Єгипет | 58–72 | Іспанія |  | Зала Руді Зедльмаєра (Мюнхен) |

| 30 серпня 14:30 |  | Японія | 76–92 | Австралія |  | Зала Руді Зедльмаєра (Мюнхен) |

| 30 серпня 16:00 |  | Чехословаччина | 65–77 | Куба |  | Зала Руді Зедльмаєра (Мюнхен) |

| 30 серпня 21:30 |  | Бразилія | 54–61 | США |  | Зала Руді Зедльмаєра (Мюнхен) |

| 1 вересня 21:30 |  | Японія | 76–87 | Іспанія |  | Зала Руді Зедльмаєра (Мюнхен) |

| 1 вересня 21:30 |  | Австралія | 70–84 | Куба |  | Зала Руді Зедльмаєра (Мюнхен) |

| 1 вересня 21:30 |  | Єгипет | 31–96 | США |  | Зала Руді Зедльмаєра (Мюнхен) |

| 1 вересня 21:30 |  | Чехословаччина | 82–83 | Бразилія |  | Зала Руді Зедльмаєра (Мюнхен) |

| 2 вересня 9:00 |  | Австралія | 75–69 | Бразилія |  | Зала Руді Зедльмаєра (Мюнхен) |

| 2 вересня 12:00 |  | Єгипет | 64–94 | Чехословаччина |  | Зала Руді Зедльмаєра (Мюнхен) |

| 2 вересня 14:30 |  | Японія | 63–108 | Куба |  | Зала Руді Зедльмаєра (Мюнхен) |

| 2 вересня 18:30 |  | Іспанія | 56–72 | США |  | Зала Руді Зедльмаєра (Мюнхен) |

| 3 вересня 9:00 |  | Японія | 33–99 | США |  | Зала Руді Зедльмаєра (Мюнхен) |

| 3 вересня 10:30 |  | Іспанія | 70–74 | Чехословаччина |  | Зала Руді Зедльмаєра (Мюнхен) |

| 3 вересня 18:30 |  | Австралія | 89–66 | Єгипет |  | Зала Руді Зедльмаєра (Мюнхен) |

| 3 вересня 21:30 |  | Куба | 64–63 | Бразилія |  | Зала Руді Зедльмаєра (Мюнхен) |

### Група B
| Поз | Команда     | І | В | П | ОЗ  | ОП  | РГ   | О  | Кваліфікація                            |
| --- | ----------- | - | - | - | --- | --- | ---- | -- | --------------------------------------- |
| 1   | СРСР        | 7 | 7 | 0 | 639 | 479 | +160 | 14 | Півфінали                               |
| 2   | Італія      | 7 | 5 | 2 | 547 | 471 | +76  | 12 | Півфінали                               |
| 3   | Югославія   | 7 | 5 | 2 | 582 | 484 | +98  | 12 | Класифікаційний раунд за 5–8-ме місця   |
| 4   | Пуерто-Рико | 7 | 5 | 2 | 570 | 531 | +39  | 12 | Класифікаційний раунд за 5–8-ме місця   |
| 5   | ФРН (H)     | 7 | 3 | 4 | 482 | 518 | −36  | 10 | Класифікаційний раунд за 9–12-те місця  |
| 6   | Польща      | 7 | 2 | 5 | 520 | 536 | −16  | 9  | Класифікаційний раунд за 9–12-те місця  |
| 7   | Філіппіни   | 7 | 1 | 6 | 526 | 666 | −140 | 8  | Класифікаційний раунд за 13–16-те місця |
| 8   | Сенегал     | 7 | 0 | 7 | 405 | 586 | −181 | 7  | Класифікаційний раунд за 13–16-те місця |

1. 1 2 3  Результати особистих зустрічей: Італія 1–1 (1.072 GAvg), Югославія 1–1 (1.013), Пуерто-Рико 1–1 (0.917)

| 27 серпня 9:00 |  | Польща | 90–75 | Філіппіни |  | Зала Руді Зедльмаєра (Мюнхен) |

| 27 серпня 16:00 |  | Югославія | 85–78 | Італія |  | Зала Руді Зедльмаєра (Мюнхен) |

| 27 серпня 18:30 |  | Сенегал | 52–94 | СРСР |  | Зала Руді Зедльмаєра (Мюнхен) |

| 27 серпня 21:30 |  | ФРН | 74–81 | Пуерто-Рико |  | Зала Руді Зедльмаєра (Мюнхен) |

| 28 серпня 12:00 |  | ФРН | 63–87 | СРСР |  | Зала Руді Зедльмаєра (Мюнхен) |

| 28 серпня 16:30 |  | Сенегал | 56–92 | Італія |  | Зала Руді Зедльмаєра (Мюнхен) |

| 28 серпня 18:30 |  | Пуерто-Рико | 92–72 | Філіппіни |  | Зала Руді Зедльмаєра (Мюнхен) |

| 28 серпня 21:30 |  | Польща | 64–85 | Югославія |  | Зала Руді Зедльмаєра (Мюнхен) |

| 29 серпня 10:30 |  | Сенегал | 59–95 | Польща |  | Зала Руді Зедльмаєра (Мюнхен) |

| 29 серпня 12:00 |  | СРСР | 79–66 | Італія |  | Зала Руді Зедльмаєра (Мюнхен) |

| 29 серпня 16:00 |  | Пуерто-Рико | 79–74 | Югославія |  | Зала Руді Зедльмаєра (Мюнхен) |

| 29 серпня 18:30 |  | ФРН | 93–74 | Філіппіни |  | Зала Руді Зедльмаєра (Мюнхен) |

| 30 серпня 9:00 |  | СРСР | 94–64 | Польща |  | Зала Руді Зедльмаєра (Мюнхен) |

| 30 серпня 12:00 |  | ФРН | 57–68 | Італія |  | Зала Руді Зедльмаєра (Мюнхен) |

| 30 серпня 18:30 |  | Філіппіни | 76–117 | Югославія |  | Зала Руді Зедльмаєра (Мюнхен) |

| 30 серпня 20:00 |  | Пуерто-Рико | 92–57 | Сенегал |  | Зала Руді Зедльмаєра (Мюнхен) |

| 1 вересня 9:00 |  | Сенегал | 62–68 | Філіппіни |  | Зала Руді Зедльмаєра (Мюнхен) |

| 1 вересня 12:00 |  | ФРН | 56–81 | Югославія |  | Зала Руді Зедльмаєра (Мюнхен) |

| 1 вересня 20:00 |  | Італія | 71–59 | Польща |  | Зала Руді Зедльмаєра (Мюнхен) |

| 1 вересня 21:30 |  | СРСР | 100–87 | Пуерто-Рико |  | Зала Руді Зедльмаєра (Мюнхен) |

| 2 вересня 12:00 |  | Югославія | 73–57 | Сенегал |  | Зала Руді Зедльмаєра (Мюнхен) |

| 2 вересня 14:30 |  | ФРН | 67–65 | Польща |  | Зала Руді Зедльмаєра (Мюнхен) |

| 2 вересня 16:00 |  | Філіппіни | 80–111 | СРСР |  | Зала Руді Зедльмаєра (Мюнхен) |

| 2 вересня 20:00 |  | Італія | 71–54 | Пуерто-Рико |  | Зала Руді Зедльмаєра (Мюнхен) |

| 3 вересня 12:00 |  | Італія | 101–81 | Філіппіни |  | Зала Руді Зедльмаєра (Мюнхен) |

| 3 вересня 14:30 |  | Польща | 83–85 | Пуерто-Рико |  | Зала Руді Зедльмаєра (Мюнхен) |

| 3 вересня 16:00 |  | Югославія | 67–74 | СРСР |  | Зала Руді Зедльмаєра (Мюнхен) |

| 3 вересня 20:00 |  | ФРН | 72–62 | Сенегал |  | Зала Руді Зедльмаєра (Мюнхен) |

## Матчі на вибування

### Медальна сітка
|  | Півфінали (7 вересня) | Півфінали (7 вересня) | Півфінали (7 вересня) |  |  | Фінал (9 вересня)              | Фінал (9 вересня)              | Фінал (9 вересня)              |
|  |                       |                       |                       |  |  |                                |                                |                                |
|  | A1                    | США                   | 68                    |  |  |                                |                                |                                |
|  | B2                    | Італія                | 38                    |  |  |                                |                                |                                |
|  |                       |                       |                       |  |  | A1                             | США                            | 50                             |
|  |                       |                       |                       |  |  | B1                             | СРСР                           | 51                             |
|  | B1                    | СРСР                  | 67                    |  |  |                                |                                |                                |
|  | A2                    | Куба                  | 61                    |  |  | Матч за 3-тє місце (8 вересня) | Матч за 3-тє місце (8 вересня) | Матч за 3-тє місце (8 вересня) |
|  |                       |                       |                       |  |  |                                |                                |                                |
|  |                       |                       |                       |  |  | B2                             | Італія                         | 65                             |
|  |                       |                       |                       |  |  | A2                             | Куба                           | 66                             |

### Класифікаційна сітка
5–8-ме місця
|  | Півфінали (7 вересня) | Півфінали (7 вересня) | Півфінали (7 вересня) |  |  | 5-те місце (9 вересня) | 5-те місце (9 вересня) | 5-те місце (9 вересня) |
|  |                       |                       |                       |  |  |                        |                        |                        |
|  | A3                    | Бразилія              | 83                    |  |  |                        |                        |                        |
|  | B4                    | Пуерто-Рико           | 87                    |  |  |                        |                        |                        |
|  |                       |                       |                       |  |  | B4                     | Пуерто-Рико            | 70                     |
|  |                       |                       |                       |  |  | B3                     | Югославія              | 86                     |
|  | B3                    | Югославія             | 66                    |  |  |                        |                        |                        |
|  | A4                    | Чехословаччина        | 63                    |  |  | 7-ме місце (8 вересня) | 7-ме місце (8 вересня) | 7-ме місце (8 вересня) |
|  |                       |                       |                       |  |  |                        |                        |                        |
|  |                       |                       |                       |  |  | A3                     | Бразилія               | 87                     |
|  |                       |                       |                       |  |  | A4                     | Чехословаччина         | 69                     |

9–12-те місця
|  | Півфінали (5 вересня) | Півфінали (5 вересня) | Півфінали (5 вересня) |  |  | 9-те місце (9 вересня)  | 9-те місце (9 вересня)  | 9-те місце (9 вересня)  |
|  |                       |                       |                       |  |  |                         |                         |                         |
|  | A5                    | Іспанія               | 76                    |  |  |                         |                         |                         |
|  | B6                    | Польща                | 87                    |  |  |                         |                         |                         |
|  |                       |                       |                       |  |  | B6                      | Польща                  | 83                      |
|  |                       |                       |                       |  |  | A6                      | Австралія               | 91                      |
|  | B5                    | ФРН                   | 69                    |  |  |                         |                         |                         |
|  | A6                    | Австралія             | 70                    |  |  | 11-те місце (8 вересня) | 11-те місце (8 вересня) | 11-те місце (8 вересня) |
|  |                       |                       |                       |  |  |                         |                         |                         |
|  |                       |                       |                       |  |  | A5                      | Іспанія                 | 84                      |
|  |                       |                       |                       |  |  | B5                      | ФРН                     | 83                      |

13–16-те місця
|  | Півфінали (5 вересня) | Півфінали (5 вересня) | Півфінали (5 вересня) |  |  | 13-те місце (7 вересня) | 13-те місце (7 вересня) | 13-те місце (7 вересня) |
|  |                       |                       |                       |  |  |                         |                         |                         |
|  | A7                    | Японія                | 70                    |  |  |                         |                         |                         |
|  | B8                    | Сенегал               | 67                    |  |  |                         |                         |                         |
|  |                       |                       |                       |  |  | A7                      | Японія                  | 73                      |
|  |                       |                       |                       |  |  | B7                      | Філіппіни               | 82                      |
|  | B7                    | Філіппіни             | 2                     |  |  |                         |                         |                         |
|  | A8                    | Єгипет                | 0[a]                  |  |  | 15-те місце             | 15-те місце             | 15-те місце             |
|  |                       |                       |                       |  |  |                         |                         |                         |
|  |                       |                       |                       |  |  | B8                      | Єгипет                  | 0[a]                    |
|  |                       |                       |                       |  |  | A8                      | Сенегал                 | 2                       |

- a  Матч анульовано.

## Фінал
| 9 вересня 23:30 |                                                | СРСР | 51–50                                                           | США |  | Зала Руді Зедльмаєра (Мюнхен) Судді: Ренато Рігетто (Бразилія), Артенік Арабаджиян (Болгарія) |
| 9 вересня 23:30 | Рахунок за половинами: 26–21, 25–29            |      |                                                                 |     |  | Зала Руді Зедльмаєра (Мюнхен) Судді: Ренато Рігетто (Бразилія), Артенік Арабаджиян (Болгарія) |
| 9 вересня 23:30 | Очки: Сергій Бєлов 20 Підб.: Олександр Бєлов 8 |      | Очки: Том Гендерсон, Джим Брюер по 9 кожен Підб.: Майк Бантом 9 |     |  | Зала Руді Зедльмаєра (Мюнхен) Судді: Ренато Рігетто (Бразилія), Артенік Арабаджиян (Болгарія) |

## Підсумкове положення
| Місце | Збірна         | Ігор | В | П |
| ----- | -------------- | ---- | - | - |
| 1     | СРСР           | 9    | 9 | 0 |
| 2     | США            | 9    | 8 | 1 |
| 3     | Куба           | 9    | 7 | 2 |
| 4-те  | Італія         | 9    | 5 | 4 |
| 5-те  | Югославія      | 9    | 7 | 2 |
| 6-те  | Пуерто-Рико    | 9    | 6 | 3 |
| 7-ме  | Бразилія       | 9    | 5 | 4 |
| 8-ме  | Чехословаччина | 9    | 4 | 5 |
| 9-те  | Австралія      | 9    | 5 | 4 |
| 10-те | Польща         | 9    | 3 | 6 |
| 11-те | Іспанія        | 9    | 4 | 5 |
| 12-те | ФРН            | 9    | 3 | 6 |
| 13-те | Філіппіни      | 9    | 3 | 6 |
| 14-те | Японія         | 9    | 2 | 7 |
| 15-те | Сенегал        | 9    | 1 | 8 |
| 16-те | Єгипет         | 9    | 0 | 9 |